# گاداوا
گاداوا (به لهستانی:  Gadawa) یک روستا در لهستان است که در گمینا بوسکو-زدروی واقع شده‌است.